# Розпендзіни
Розпендзіни (пол. Rozpędziny, нім. Rospitz) — село в Польщі, у гміні Квідзин Квідзинського повіту Поморського воєводства.
Населення — 313 осіб (2011).
У 1975-1998 роках село належало до Ельблонзького воєводства.

## Демографія
Демографічна структура станом на 31 березня 2011 року:
|          | Загалом | Допрацездатний вік | Працездатний вік | Постпрацездатний вік |
| -------- | ------- | ------------------ | ---------------- | -------------------- |
| Чоловіки | 155     | 37                 | 107              | 11                   |
| Жінки    | 158     | 30                 | 95               | 33                   |
| Разом    | 313     | 67                 | 202              | 44                   |